# Skomelno
Skomelno är en ort i Tjeckien.   Den ligger i regionen Plzeň, i den västra delen av landet, 60 km väster om huvudstaden Prag. Skomelno ligger 486 meter över havet och antalet invånare är 134.
Terrängen runt Skomelno är platt norrut, men söderut är den kuperad. Runt Skomelno är det tätbefolkat, med 276 invånare per kvadratkilometer. Närmaste större samhälle är Rokycany, 12,1 km söder om Skomelno. Trakten runt Skomelno består till största delen av jordbruksmark.